# Список районов, входивших в Калининскую область
Список районов входивших в Калининскую область.
Сокращения:
ВлО — Великолукская область,
ЗО — Западная область,
КО — Калининская область,
ЛО — Ленинградская область,
МО — Московская область,
ПО — Псковская область.
| Название района    | Другое наименование                  | Центр района                                                                  | Период вхождения                                                                        | Примечание |
| ------------------ | ------------------------------------ | ----------------------------------------------------------------------------- | --------------------------------------------------------------------------------------- | --- |
| Андреапольский     |                                      | г. Андреаполь                                                                 | 12 января 1965 - поныне                                                                 | — образован 12 января 1965 г. из сельсоветов Торопецкого и Осташковского районов, см. также Ленинский район. |
| Ашевский           |                                      | с. Чихачево                                                                   | 1июня 1936 — 22 августа 1944                                                            | — образован 1 июня 1936 г. в составе КО , на 1 января 1937 г. входил в состав Великолукского округа, 11 мая 1937 г. перешёл в состав Опочецкого пограничного округа КО, 4 мая 1938 г. переподчинен непосредственно облисполкому, 22 августа 1944 г. передан в состав ПО. |
| Бежаницкий         |                                      | пос. Бежаницы                                                                 | 29 января 1935 - 23 августа 1944                                                        | — образован в 1927 г. в составе Псковского округа ЛО, 29 января 1935 г. передан в состав КО, с 5 февраля 1935 г. — в составе Великолукского округа КО, 11 мая 1937 г. перешёл в состав Опочецкого пограничного округа КО, 4 мая 1938 г. переподчинен непосредственно облисполкому, 23 августа 1944 г. передан в состав ВлО.                                                          |
| Бежецкий           |                                      | г. Бежецк                                                                     | 29 января 1935 — поныне                                                                 | — образован в 1929 г. в составе Бежецкого округа МО, 29 января 1935 г. вошёл в состав КО, в феврале 1963 г. укрупнен за счёт Сонковского района. |
| Бельский           |                                      | г. Белый                                                                      | 2 октября 1957- февраль 1963 12 января 1965 — поныне                                    | — образован в 1929 г. в составе Ржевского округа ЗО на части территории Бельского уезда, с 23 августа 1944 г. — в составе ВлО, со 2 октября 1957 г. — в составе КО, в феврале 1963 г. ликвидирован, 12 января 1965 г. образован вновь в составе КО. |
| Бологовский        |                                      | г. Бологое                                                                    | 29 января 1935 — поныне                                                                 | — образован в 1927 г. в составе Боровичского округа ЛО, 29 января 1935 г. передан в Калининскую область, в феврале 1963 г. укрупнен за счёт Удомельского района. |
| Брусовский         |                                      | с. Брусово                                                                    | 1 июня 1936 - 14 ноября 1960                                                            | — образован 1 июня 1936 г. в составе КО, упразднен в ноябре 1960 г. |
| Великолукский      |                                      | г. Великие Луки                                                               | 29 января 1935 — 23 августа 1944                                                        | — образован в 1927 г. в составе ЛО, в 1929 г. передан в ЗО в составе Великолукского округа, 29 января 1935 г. передан в состав КО, с 5 февраля 1935 г. — в составе Великолукского округа КО, 4 мая 1938 г. переподчинен непосредственно облисполкому, 23 августа 1944 г. передан в состав ВлО.                                                                                       |
| Весьегонский       |                                      | г. Весьегонск, с сентября 1939 г. село Телятино, с марта 1949 г. — Весьегонск | 29 января 1935 — 26 апреля 1940 3 марта 1949 - поныне                                   | — образован в 1929 г. в составе Бежецкого округа МО, 29 января 1935 г. вошёл в состав КО, 26 апреля 1940 г. ликвидирован, 3 марта 1949 г. образован в составе КО, в феврале 1963 г. укрупнен за счёт Сандовского района. |
| Высоковский        |                                      | с. Высокое                                                                    | 1 июня 1936 — февраль 1963                                                              | — образован в 1929 г. в составе Ржевского округа ЗО, в 1930 г. упразднен, 1 июня 1936 г. образован вновь в составе КО, в феврале 1963 г. ликвидирован. |
| Вышневолоцкий      |                                      | г. Вышний Волочек                                                             | 29 января 1935 — поныне                                                                 | — образован в 1929 г. в составе Тверского округа МО, 29 января 1935 г. передан в состав КО, в феврале 1963 г. укрупнен за счёт Спировского и Фировского районов. |
| Горицкий           |                                      | с. Горицы                                                                     | 1 июня 1936 — февраль 1963                                                              | — образован в 1929 г. в составе Кимрского округа МО, вошёл в состав КО 1 июня 1936 г., в феврале 1963 г. ликвидирован. |
| Емельяновский      |                                      | с. Емельяново                                                                 | 29 января 1935 — 4 июля 1956                                                            | — образован в 1929 г. в составе Тверского округа МО, 29 января 1935 г. вошёл в состав КО, 4 июля 1956 г. ликвидирован. |
| Есеновичский       | Есеновский, Ясеновичский             | с. Есеновичи                                                                  | 29 января 1935 — 22 августа 1958                                                        | — образован в 1929 г. в составе Тверского округа МО, 29 января 1935 г. вошёл в состав КО, упразднен в августе 1958 г. |
| Жарковский         |                                      | пос. Жарковский                                                               | 2 октября 1957 - 12 января 1960 27 декабря 1973 — поныне                                | — образован 10 марта 1945 г. в составе ВлО, со 2 октября 1957 г. — в составе КО, упразднен в январе 1960 г., 27 декабря 1973 г. образован вновь. |
| Завидовский        |                                      | пос. Новозавидовский                                                          | 29 января 1935 — 14 ноября 1960                                                         | — образован в 1929 г. в составе Тверского округа МО, 29 января 1935 г. вошёл в состав КО, упразднен в ноябре 1960 г. |
| Западнодвинский    |                                      | пос. Западная Двина                                                           | 13 февраля 1963 - поныне                                                                | — создан в феврале 1963 г. в результате объединения Октябрьского и части Нелидовского районов, см. также Октябрьский. |
| Зубцовский         |                                      | г. Зубцов                                                                     | 29 января 1935 — 13 февраля 1963 12 января 1965 - поныне                                | — образован в 1929 г. в составе Ржевского округа ЗО, 29 января 1935 г. вошёл в состав КО, в феврале 1963 г. ликвидирован, 12 января 1965 г. образован вновь. |
| Идрицкий           |                                      | с. Идрица                                                                     | 1 июня 1936 — 23 августа 1944                                                           | — образован в 1927 г. в составе ЛО, в 1929 г. передан в ЗО в составе Великолукского округа, 1 января 1932 г. упразднен, образован в составе КО 1 июня 1936 г., на 1 января 1937 г. входил в состав Великолукского округа КО, 4 мая 1938 г. передан в состав Опочецкого округа, 5 февраля 1941 г. переподчинен непосредственно облисполкому, 23 августа 1944 г. передан в состав ВлО. |
| Ильинский          |                                      | с. Ильино                                                                     | 2 октября 1957 - 12 января 1960                                                         | - образован в 1927 г. в составе ЛО, в 1929 г. передан в ЗО в составе Великолукского округа, со 2 октября 1957 г. в составе КО, упразднен в январе 1960 г. |
| Калининский        |                                      | г. Калинин                                                                    | 29 января 1935 - поныне                                                                 | - образован в 1929 г. как Тверской район в составе Тверского округа МО, 20 ноября 1931 г. переименован, 29 января 1935 г. вошёл в состав КО, в феврале 1963 г. укрупнен за счёт Конаковского и Тургиновского районов. |
| Калязинский        |                                      | г. Калязин                                                                    | 29 января 1935 - 13 февраля 1963 4 марта 1964 - поныне                                  | - образован в 1929 г. в составе Кимрского округа МО, 29 января 1935 г. вошёл в состав КО, в феврале 1963 г. ликвидирован, 4 марта 1964 г. образован вновь. |
| Каменский          | см. также Кувшиновский.              | пос. Кувшиново                                                                | 29 января 1935 - 13 февраля 1963                                                        | - образован в 1929 г. в составе Ржевского округа ЗО, 29 января 1935 г. передан в состав КО, в феврале 1963 г. ликвидирован, см. также Кувшиновский. |
| Кашинский          |                                      | г. Кашин                                                                      | 29 января 1935 - поныне                                                                 | - образован в 1929 г. в составе Бежецкого округа МО, 29 января 1935 г. вошёл в состав КО, в феврале 1963 г. укрупнен за счёт Кесовогорского района. |
| Кесовогорский      | Кесовский                            | с. Кесова Гора                                                                | 29 января 1935 - 13 февраля 1963 12 января 1965 - поныне                                | - образован в 1929 г. в составе Бежецкого округа МО, 29 января 1935 г. вошёл в состав КО, в феврале 1963 г. ликвидирован,. 12 января 1965г. образован вновь. |
| Кимрский           |                                      | г. Кимры                                                                      | 29 января 1935 - поныне                                                                 | - образован в 1929 г. в составе Кимрского округа МО, 29 января 1935 г. вошёл в состав КО, в феврале 1963 г. укрупнен за счёт Калязинского района. |
| Кировский          | см. также Селижаровский              | пос. Селижарово                                                               | 1936 - 13 февраля 1963                                                                  | - возник в результате переименования из Селижаровского в 1936 г., в феврале 1963 г. ликвидирован. |
| Козловский         |                                      | с. Козлово                                                                    | 9 июля 1937 - 4 июля 1956                                                               | - образован 9 июля 1937 г. в составе Карельского национального округа КО , 7 февраля 1939 г. переподчинен непосредственно облисполкому, 4 июля 1956 г. ликвидирован. |
| Конаковский        |                                      | пос. Конаково                                                                 | 29 января 1935 - 13 февраля 1963 12 января 1965 - поныне                                | - образован в 1929 г. как Кузнецовский район в составе Кимрского округа МО, 26 февраля 1930 г переименован, 29 января 1935 г. вошёл в состав КО, в феврале 1963 г. ликвидирован, 12 января 1965 г. образован вновь, см. также Кузнецовский . |
| Красногородский    | Красногорский                        | с. Красное, пос. Красногородское                                              | 5 марта 1935 - 23 августа 1944                                                          | - с 1927 г. по 1931 г. в составе ЛО, с 5 марта 1935 г. в составе Великолукского округа КО, 11 мая 1937 г. передан в состав Опочецкого пограничного округа КО, 5 февраля 1941 г. переподчинен непосредственно облисполкому, 23 августа 1944 г. передан в состав ВлО. |
| Краснохолмский     |                                      | г. Красный Холм                                                               | 29 января 1935 - поныне                                                                 | - образован в 1929 г. в составе Бежецкого округа МО, 29 января 1935 г. вошёл в состав КО, в феврале 1963 г. укрупнен за счёт Молоковского района. |
| Кувшиновский       |                                      | пос. Кувшиново                                                                | 12 января 1965 - поныне                                                                 | - образован 12 января 1965 г. из сельсоветов Торжокского и Вышневолоцкого районов, см. также Каменский. |
| Кудеверский        |                                      | пос. Кудеверь                                                                 | 5 марта 1935 - 23 августа 1944                                                          | - образован в 1927 г. в составе ЛО, с 5 марта 1935 г. в составе Великолукского округа КО, 11 мая 1937 г. перешёл в состав Опочецкого пограничного округа КО, 5 февраля 1941 г. переподчинен непосредственно облисполкому, 23 августа 1944 г. передан в состав ВлО. |
| Куньинский         |                                      | с. Кунья                                                                      | 10 февраля 1935 - 23 августа 1944                                                       | - образован в 1927 г. в составе ЛО, в 1929 г. передан в ЗО в составе Великолукского округа, 1 января 1932 г. упразднен, 5 февраля 1935 г. восстановлен в составе ЗО, 10 февраля 1935 г. включен в состав Великолукского округа КО, 11 мая 1937 г. переподчинен непосредственно облисполкому, 23 августа 1944 г. передан в состав ВлО.                                                |
| Кушалинский        |                                      | с. Кушалино                                                                   | 5 марта 1935 - 4 июля 1956                                                              | - образован 5 марта 1935 г. в составе КО из сельсоветов Калининского и Рамешковского районов, 4 июля 1956 г. ликвидирован. |
| Ленинский          | см. также Андреапольский             | пос. Андреаполь                                                               | 29 января 1935 - 13 февраля 1963                                                        | - образован в 1927 г. в составе ЛО, в 1929 г. передан в ЗО в составе Великолукского округа, 29 января 1935 г. передан в состав КО, 23 августа 1944 г. передан в состав ВлО, 2 октября 1957 г. передан в состав КО, в феврале 1963 г. ликвидирован, см. также Андреаполъский. |
| Лесной             |                                      | с. Лесное                                                                     | 29 января 1935 - 13 февраля 1963 30 декабря 1966 - поныне                               | - образован в 1929 г. как Михайловский районв составе Бежецкого округа МО, 25 декабря 1930 г. переименован в Лесной район, 29 января 1935 г. вошёл в состав КО, в феврале 1963 г. ликвидирован, 30 декабря 1966 г. образован вновь. |
| Лихославльский     |                                      | г. Лихославль                                                                 | 29 января 1935 - 13 февраля 1963 4 марта 1964 - поныне                                  | - образован в 1929 г. в составе Тверского округа МО, 29 января 1935 г. вошёл в состав КО, 9 июля 1937 г. вошёл в состав Карельского национального округа КО, 7 февраля 1939 г. переподчинен непосредственно облисполкому, в феврале 1963 г. ликвидирован, 4 марта 1964 г. образован вновь.                                                                                           |
| Локнянский         |                                      | с. Локня                                                                      | 29 января 1935 - 23 августа 1944                                                        | - образован в 1927 г. в составе ЛО, в 1929 г. передан в ЗО в составе Великолукского округа, 29 января 1935 г. передан в состав КО, с 5 февраля 1935 г. в составе Великолукского округа КО, 11 мая 1937 г. перешёл в состав Опочецкого пограничного округа КО, 4 мая 1938г. переподчинен непосредственно облисполкому, 23 августа 1944 г. передан в состав ВлО,                       |
| Луковниковский     |                                      | с. Луковниково                                                                | 29 января 1935 - 14 ноября 1960                                                         | - образован в 1929 г. в составе Ржевского округа ЗО, 29 января 1935 г. вошёл в состав КО, упразднен в ноябре 1960 г. |
| Максатихинский     |                                      | пос. Максатиха                                                                | 29 января 1935 - поныне                                                                 | - образован в 1929 г. в составе Бежецкого округа МО, 23 июля 1930 г. переподчинен непосредственно облисполкому, 29 января 1935 г. вошёл в состав КО, 9 июля 1937 г. вошёл в состав Карельского национального округа КО, 7 февраля 1939 г. переподчинен непосредственно облисполкому.                                                                                                 |
| Медновский         |                                      | с. Медное                                                                     | 5 марта 1935 - 4 июля 1956                                                              | - образован 5 марта 1935 г. в составе КО из сельсоветов Калининского, Лихославльского и Новоторжского районов, 4 июля 1956 г. ликвидирован. |
| Молодотудский      |                                      | с. Молодой Туд                                                                | 20 марта 1936 - 22 августа 1958                                                         | - образован в 1929 г. в составе Ржевского округа ЗО, ликвидирован в 1932 г., 20 марта 1936 г. переименован из Чертолинского района, упразднен в августе 1958 г. |
| Молоковский        |                                      | с. Молоково                                                                   | 29 января 1935 - 13 февраля 1963 30 декабря 1966 - поныне                               | - образован в 1929 г. в составе Бежецкого округа МО, 29 января 1935 г. передан в состав КО, в феврале 1963 г. ликвидирован, 30 декабря 1966 г. образован вновь. |
| Невельский         |                                      | г. Невель                                                                     | 29 января 1935 - 23 августа 1944                                                        | - образован в 1927 г. в составе ЛО, в 1929 г. передан в ЗО в составе Великолукского округа, 29 января 1935 г. передан в состав КО, с 5 февраля 1935 г. в составе Великолукского округа КО, 4 мая 1938 г. переподчинен непосредственно облисполкому, 23 августа 1944 г. передан в состав ВлО.                                                                                         |
| Нелидовский        |                                      | пос. Нелидово                                                                 | 29 января 1935 - 23 августа 1944 2 октября 1957 - поныне                                | - образован в 1929 г. в составе Ржевского округа ЗО, 29 января 1935 г. вошёл в состав КО, 23 августа 1944 г. передан в состав ВлО, 2 октября 1957 г. передан в состав КО. |
| Нерльский          |                                      | с. Нерль                                                                      | 29 января 1935 - 4 июля 1956                                                            | - образован в 1929 г. в составе Кимрского округа МО, 29 января 1935 г. вошёл в состав КО, 4 июля 1956 г. ликвидирован. |
| Новокарельский     |                                      | с. Толмачи                                                                    | 5 марта 1935 - 4 июля 1956                                                              | - до 5 марта 1935 г. Толмачевский, 8 июля 1937 г. вошёл в состав Карельского национального округа КО, 7 февраля 1939 г. переподчинен непосредственно облисполкому, 4 июля 1956 г. ликвидирован. |
| Новоржевский       |                                      | г. Новоржев                                                                   | 29 января 1935 - 22 августа 1944                                                        | - образован в 1927 г. в составе Псковского округа ЛО, 29 января 1935 г. передан в состав КО, с 5 февраля 1935 г. в составе Великолукского округа КО, 11 мая 1937 г. передан в состав Опочецкого пограничного округа КО, 5 февраля 1941 г. переподчинен непосредственно облисполкому, 22 августа 1944 г. передан в состав ПО.                                                         |
| Новосокольнический | Новосокольницкий                     | г. Новосокольники                                                             | 29 января 1935 - 23 августа 1944                                                        | - образован в 1927 г. в составе ЛО, в 1929 г. передан в ЗО в составе Великолукского округа, 29 января 1935 г. передан в состав КО, с 5 февраля 1935 г. в составе Великолукского округа КО, 4 мая 1938 г. переподчинен непосредственно облисполкому, 23 августа 1944 г. передан в состав ВлО.                                                                                         |
| Новоторжский       | см. также Торжокский                 | г. Торжок                                                                     | 29 января 1935 - 13 февраля 1963                                                        | - образован в 1929 г. в составе Тверского округа МО, 29 января 1935 г. передан в состав КО, в феврале 1963 г. ликвидирован, см. также Торжокский. |
| Овинищенский       |                                      | с. Кесьма                                                                     | 5 марта 1935 - 4 июля 1956                                                              | - образован 5 марта 1935 г. в составе КО из сельсоветов Краснохолмского и Весьегонского районов, 4 июля 1956 г. ликвидирован. |
| Октябрьский        | см. также Западнодвинский            | пос. Западная Двина                                                           | 29 января 1935 - 13 февраля 1963                                                        | - образован в 1927 г. в составе ЛО, в 1929 г. передан в ЗО в составе Великолукского округа, 29 января 1935 г. вошёл в состав КО, 23 августа 1944 г. передан в состав ВлО, 2 октября 1957 г. передан в состав КО, в феврале 1963 г. ликвидирован, см. также Западнодвинский. |
| Оленинский         |                                      | пос. Оленино                                                                  | 29 января 1935 - 13 февраля 1963 4 марта 1964 - поныне                                  | - образован в 1929 г. в составе Ржевского округа ЗО, 29 января 1935 г. вошёл в состав КО, в феврале 1963 г. ликвидирован, 4 марта 1964 г. образован вновь. |
| Опочецкий          |                                      | г. Опочка                                                                     | 29 января 1935 - 23 августа 1944                                                        | - образован в 1927 г. в составе Псковского округа ЛО, 29 января 1935 г. передан в состав КО, с 5 февраля 1935 г. в составе Великолукского округа КО, 11 мая 1937 г. передан в состав Опочецкого пограничного округа КО, 5 февраля 1941 г. переподчинен непосредственно облисполкому, 23 августа 1944 г. передан в состав ВлО.                                                        |
| Оршинский          |                                      | с. Рождествено                                                                | 8 сентября 1937 - 22 октября 1959                                                       | - образован 8 сентября 1937 г. из сельских советов Завидовского и Конаковского районов КО, упразднен в 1959г. |
| Осташковский       |                                      | г. Осташков                                                                   | 29 января 1935 - поныне                                                                 | - образован в 1929 г. в составе Великолукского округа ЗО, 29 января 1935 г. вошёл в состав КО. |
| Пеновский          |                                      | пос. Пено                                                                     | 29 января 1935 - 23 августа 1944 2 октября 1957 - февраль 1963 27 декабря 1973 - поныне | - образован в 1929 г. из части территории Осташковского уезда и передан в ЗО в составе Великолукского округа, 29 января 1935 г. вошёл в состав КО, 23 августа 1944 г. передан в состав ВлО, 2 октября 1957 г. передан в состав КО, в феврале 1963 г. ликвидирован, 27 декабря 1973 г. образован вновь.                                                                               |
| Плоскошский        |                                      | с. Плоскошь                                                                   | 1 июня 1936 - 23 августа 1944 29 июля 1958 - 12 января 1960                             | - образован 1 июня 1936 г. в составе КО, 23 августа 1944 г. передан в состав ВлО, с октября 1957 г. в составе Псковской области, 29 июля 1958 г. передан в состав КО, упразднен в январе 1960 г. |
| Погорельский       | Погореловский, Погорелогородищенский | с. Погорелое Городище                                                         | 5 февраля 1935 - 14 ноября 1960                                                         | - образован в 1929 г. в составе Ржевского округа ЗО, в 1934 г. ликвидирован, 5 февраля 1935 г. восстановлен в составе КО, упразднен в ноябре 1960 г. |
| Пустошкинский      |                                      | г. Пустошка                                                                   | 29 января 1935 - 23 августа 1944                                                        | - образован в 1927 г. в составе ЛО, в 1929 г. передан в ЗО в составе Великолукского округа, 29 января 1935 г. передан в состав КО, с 5 февраля 1935 г. в составе Великолукского округа КО, 4 мая 1938 г. передан в состав Опочецкого округа, 5 февраля 1941 г. переподчинен непосредственно облисполкому, 23 августа 1944 г. передан в состав ВлО.                                   |
| Пушкинский         | Пушкиногорский                       | пос. Пушкинские Горы                                                          | 29 января 1935 - 23 августа 1944                                                        | - образован в 1927 г. в составе Псковского округа ЛО, 29 января 1935 г. передан в состав КО, с 5 февраля 1935 г. в составе Великолукского округа КО, 11 мая 1937 г. перешёл в состав Опочецкого пограничного округа КО, 5 февраля 1941 г. переподчинен непосредственно облисполкому, 22 августа 1944 г. передан в состав ПО.                                                         |
| Рамешковский       |                                      | с. Рамешки                                                                    | 29 января 1935 - поныне                                                                 | - образован в 1929 г. в составе Тверского округа МО, 29 января 1935 г. вошёл в состав КО, 9 июля 1937 г. вошёл в состав Карельского национального округа КО, 7 февраля 1939 г. переподчинен непосредственно облисполкому. |
| Ржевский           |                                      | г. Ржев                                                                       | 29 января 1935 - поныне                                                                 | - образован в 1929 г. в составе Ржевского округа ЗО, 29 января 1935 г. вошёл в состав КО, в феврале 1963 г. укрупнен за счёт Зубцовского района. |
| Сандовский         |                                      | с. Сандово                                                                    | 29 января 1935 - 13 февраля 1963 12 января 1965 - поныне                                | - образован в 1929 г. в составе Бежецкого округа МО, 29 января 1935 г. вошёл в состав КО, в феврале 1963 г. ликвидирован, 12 января 1965 г. образован вновь. |
| Себежский          |                                      | г. Себеж                                                                      | 29 января 1935 - 23 августа 1944                                                        | - образован в 1927 г. в составе ЛО, в 1929 г. передан в ЗО в составе Великолукского округа, 29 января 1935 г. передан в состав КО, с 5 февраля 1935 г. в составе Великолукского округа КО, 4 мая 1938 г. передан в состав Опочецкого округа, 5 февраля 1941 г. переподчинен непосредственно облисполкому, 23 августа 1944 г. передан в состав ВлО.                                   |
| Селижаровский      |                                      | с. Селижарово                                                                 | 29 января 1935 - 1936 12 января 1965 - поныне                                           | - образован в 1929 г. в составе Ржевского округа ЗО, 29 января 1935 г. вошёл в состав КО, в 1936 г. переименован в Кировский район, 12 января 1965 г. образован вновь. |
| Серёжинский        |                                      | с. Бологово                                                                   | 1 июня 1936 - 23 августа 1944 2 октября 1957 - январь 1960                              | - образован 1 июня 1936 г в составе КО, 23 августа 1944 г. передан в состав ВлО, 2 октября 1957 г. вошёл в состав КО, упразднен в январе 1960 г. |
| Сонковский         |                                      | пос. Сонково                                                                  | 29 января 1935 - 13 февраля 1963 12 января 1965 - поныне                                | - образован в 1929 г. в составе Бежецкого округа МО, 29 января 1935 г. вошёл в состав КО, в феврале 1963 г. ликвидирован, 12 января 1965 г. образован вновь. |
| Спировский         |                                      | пос. Спирово                                                                  | 29 января 1935 - 13 февраля 1963 12 января 1965 - поныне                                | - образован в 1929 г. в составе Тверского округа МО, 29 января 1935 г. вошёл в состав КО, в феврале 1963 г. ликвидирован, 12 января 1965 г. образован вновь. |
| Старицкий          |                                      | г. Старица                                                                    | 29 января 1935 - поныне                                                                 | - образован в 1929 г. в составе Ржевского округа ЗО, 29 января 1935 г. вошёл в состав КО. |
| Теблешский         | Теближский                           | с. Киверичи                                                                   | 5 марта 1935 - 4 июля 1956                                                              | - образован 5 марта 1935 г. в составе КО, 4 июля 1956 г. ликвидирован. |
| Толмачевский       | см. также Новокарельский район       | с. Толмачи                                                                    | 29 января 1935 - 5 марта 1935                                                           | - образован в 1929 г. в составе Тверского округа МО, 29 января 1935 г. вошёл в состав КО, 5 марта 1935 г. переименован в Новокарельский район. |
| Торжокский         |                                      | г. Торжок                                                                     | 13 февраля 1963 - поныне                                                                | - создан в феврале 1963 г., см. также Новоторжский. |
| Торопецкий         |                                      | г. Торопец                                                                    | 29 января 1935 - 23 августа 1944 2 октября 1957 - поныне                                | - образован в 1927 г. в составе ЛО, в 1929 г. передан в ЗО в составе Великолукского округа, 29 января 1935 г. вошёл в состав КО, 23 августа 1944 г. передан в состав ВлО, 2 октября 1957 г. передан в состав КО. |
| Тургиновский       |                                      | с. Тургиново                                                                  | 29 января 1935 - 13 февраля 1963                                                        | - образован в 1929 г. в составе Тверского округа МО, 29 января 1935 г. вошёл в состав КО, в феврале 1963 г. ликвидирован. |
| Удомельский        |                                      | пос. Удомля                                                                   | 29 января 1935 — 13 февраля 1963 12 января 1965 - поныне                                | — образован в 1929 г. в составе Тверского округа МО, 29 января 1935 г. вошёл в состав КО, в феврале 1963 г. ликвидирован, 12 января 1965 г. образован вновь. |
| Фировский          |                                      | с. Фирово                                                                     | 5 марта 1935 - 13 февраля 1963 6 апреля 1972 — поныне                                   | — образован 5 марта 1935 г. в составе КО из сельсоветов Бологовского, Вышневолоцкого и Осташковского районов, в феврале 1963 г. ликвидирован, 6 апреля 1972 г. образован вновь. |
| Холмский           |                                      | г. Холм                                                                       | 29 января 1935 — 5 июля 1944                                                            | — образован в 1927 г. в составе ЛО, в 1929 г. передан в ЗО в составе Великолукского округа, 29 января 1935 г. передан в состав КО, 5 июля 1944 г. — в состав Новгородской области, 22 августа 1944 г. — в состав ВлО. |
| Чертолинский       |                                      | пос. Черталино                                                                | 5 марта 1935 — 20 марта 1936                                                            | — образован 5 марта 1935 г. в составе КО из 18 сельсоветов Ржевского района, 20 марта 1936 г. укрупнен за счёт сельсоветов Кировского, Нелидовского, Оленинского, Ржевского районов и переименован в Молодотудский. |